# Mesochorus liquidus
Mesochorus liquidus là một loài tò vò trong họ Ichneumonidae.